# علی بولبده
علی بولبده (عربی: علي بولبدة؛ زادهٔ ۲۱ اوت ۱۹۸۰) بازیکن فوتبال اهل الجزایر بود.
از باشگاه‌هایی که در آن بازی کرده‌است می‌توان به باشگاه فوتبال اتحاد الجزایر و باشگاه فوتبال نیم المپیک اشاره کرد.
وی همچنین در تیم‌های ملی فوتبال زیر ۲۳ سال الجزایر و الجزایر بازی کرده‌است.